# Tong sui
Tong sui (chinois : 糖水 ; pinyin : táng shuǐ ; cantonais Jyutping : tong⁴ seoi² ; litt. « eau sucrée ») est un terme générique désignant chez les cantonophones une soupe ou un custard sucré, servi comme dessert dans la cuisine cantonaise. 
Il existe une grande variété de tong sui. À Hong Kong et en Malaisie, certains restaurants en font une spécialité, et cette tendance gagne également les diasporas chinoises établies de par le monde, aux États-Unis, au Canada et en Australie.